# 布什维利耶
布什维利耶（法語：Bouchevilliers，法語發音：[buʃvilje]）是法国厄尔省的一个市镇，属于莱桑德利区。

## 地理
布什维利耶（49°24'2"N, 1°42'29"E）面积4.31 平方千米，位于法国诺曼底大区厄尔省，该省份为法国北部内陆省份，北起滨海塞纳省，西接奧恩省和卡爾瓦多斯省，南至厄尔-卢瓦省，东临瓦兹省、瓦兹河谷省和伊夫林省。
与布什维利耶接壤的市镇（或旧市镇、城区）包括：阿梅库尔、迈讷维尔、梅尼勒苏维埃纳、圣皮埃尔埃尚、塔尔蒙捷。

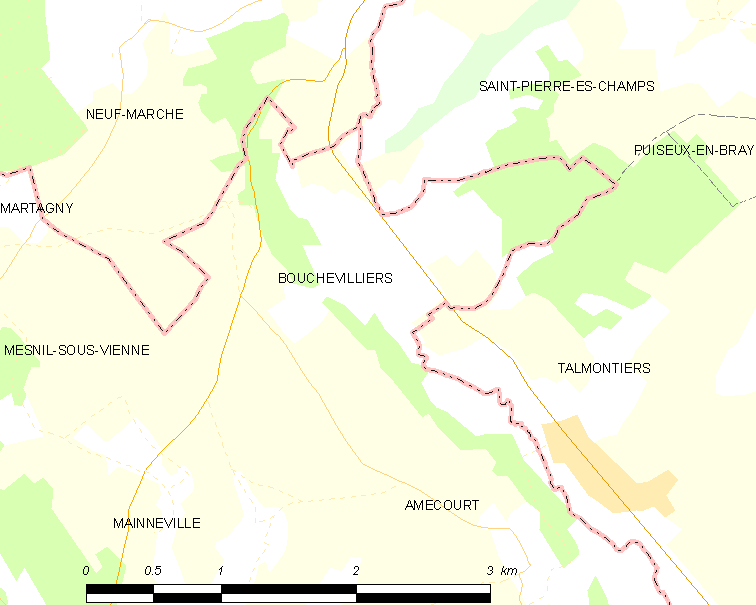
布什维利耶的OSM定位图

布什维利耶的时区为UTC+01:00、UTC+02:00（夏令时）。

## 行政
布什维利耶的邮政编码为27150，INSEE市镇编码为27098。

## 政治
布什维利耶所属的省级选区为昂代勒河畔罗米伊县。

## 人口

1962-2008年间布什维利耶人口变化图示

布什维利耶于2022年1月1日时的人口数量为72人。